# Journey
Journey (с англ. — «Путешествие») — американская рок-группа, образованная в 1973 году бывшими участниками Santana. Группа стала очень успешной коммерчески в 1978—1987 годах, продав более 80 миллионов экземпляров альбомов по всему миру и более 47 миллионов в США. В 2005 году читатели газеты USA Today поставили Journey на пятое место в списке лучших американских рок-групп в истории.

## История группы

### 1973. Формирование Journey
В феврале 1973 года в Сан-Франциско была образована группа под названием «The Golden Gate Rhythm Section». В первый состав группы вошли: Нил Шон (соло-гитара), Джордж Тикнер (ритм-гитара), Росс Вэлори (бас-гитара), а также Прэйри Принс (ударные). Название вскоре было изменено на Journey после проведённого опроса радиослушателей Сан-Франциско.
Летом того же года состав группы пополнил Грегг Роули (клавишные, вокал).
В январе следующего, 1974 года, группу покинул Принс. Прослушав около тридцати барабанщиков, 1 февраля 1974 года Journey пригласили к сотрудничеству британца, бывшего ударника группы Джеффа Бека, Фрэнка Заппы и Джона Мэйолла — Эйнсли Данбара.

### 1974—1977. Джаз-роковый период
В ноябре 1974 года Journey заключили контракт с концерном «CBS / Columbia Records», а в апреле следующего года после выхода дебютного альбома «Journey» группу покинул Тикнер и группа продолжила свою деятельность уже как квартет.
Изначально участники группы специализировались на джаз-роке, привнося в него долгие сымпровизированные гитарно-органные соло, сыгранные Нилом Шоном и Греггом Роули соответственно. Этот стиль преобладал на дебютном и двух последующих альбомах группы, «Look Into The Future» и «Next», которые не имели особого успеха ни в чартах, ни на прилавках, хотя содержали мощные прогрессивные композиции и некоторую долю экспериментов и новаторства.

### 1977—1979. Смена направления
В начале 1977 года группа решила изменить своё музыкальное направление в сторону утончённого поп-рока. Кроме того, для повышения успеха музыканты решили найти вокалиста-фронтмена.
В марте того же на эту роль был приглашён 34-летний Роберт Флейшман, однако уже в октябре его место занял Стив Перри. При его участии и с помощью известного продюсера Роя Томаса Бейкера появился альбом «Infinity», который получил большой успех, заняв двадцать первую позицию в американском чарте и разойдясь тиражом более трёх миллионов экземпляров. Данбар, которому не нравилось новое творческое направление группы, решил оставить её. На его место в октябре 1978 года взяли Стива Смита.
Очередной LP «Evolution», вышедший в 1979 году, вновь был продан тиражом более трёх миллионов экземпляров и принёс группе первый хит-сингл «Lovin', Touchin', Squeezin'» в американском Тор 20.

### 1980—1983. Пик карьеры. «Departure», «Escape» и «Frontiers»
В феврале 1980 года, после выхода альбома «Departure», который снова стал трижды платиновым и поднялся в чартах до восьмого места, Роули, уставший от интенсивных турне, решил покинуть группу в декабре.
В 1981 году Journey выпустили свой первый концертный альбом «Captured». Пластинка не поднялась выше девятого места в американском чарте.
Следует заметить, что Грегг активно содействовал группе в поисках нового клавишника и посоветовал Джонатана Кейна, который раньше играл в «The Babys».
Приход этого музыканта стал важным событием в карьере группы, потому как Кейн освежил звучание Journey, добавив лиричности.
Альбом «Escape», который был записан с его участием, стал самым знаменитым и успешным альбомом группы. Он возглавил американский чарт и оставался в топ-листах более года, а продажи превысили девять миллионов копий. Три сингла из этого альбома, «Who’s Crying Now», «Don’t Stop Believin'» и «Open Arms», попали в американский Top 10.
Альбом 1983 года «Frontiers» пользовался огромным успехом, восемь недель оставаясь на втором месте американского чарта, уступая лишь альбому «Thriller» Майкла Джексона, а сингл «Separate Ways» с этого альбома поднялся до первой позиции в рок-чарте.

### 1984—1987. «Raised on Radio» и прекращение деятельности
За туром «Frontiers» последовал двухлетний перерыв деятельности, после которого Стив Перри решил кардинально изменить музыкальное направление группы. Стив Смит и Росс Вэлори были уволены из группы, и состав группы сократился до трио: Шон, Кейн и Перри. Вместе с Рэнди Джексоном (бас) и Ларри Ландином (ударные) они записали концептуальную пластинку «Raised On Radio», которая была издана в мае 1986 года и которую продюсировал сам Перри. Альбом имел менее оглушительный успех, нежели две предыдущие пластинки, но был продан в количестве двух миллионов копий, поднялся до четвёртого места американского чарта, а четыре песни из него: «Be Good To Yourself», «Suzanne», «Girl Can’t Help It» и «I’ll Be Alright Without You» были выпущены в качестве синглов. После этого музыканты решили временно прекратить совместную деятельность, чтобы заняться сольными проектами, но, как выяснилось позже, это был распад группы.

### 1995—1998. Воссоединение
В 1995 году «классический» состав группы — Перри, Шон, Смит, Кейн и Вэлори — возродили Journey, выпустив альбом «Trial By Fire», который занял третью позицию в американских чартах и получивший платиновый статус. Сингл «When You Love A Woman» две недели держался на первом месте в чарте «Billboard Adult Contemporary» и был номинирован на Грэмми. Но, несмотря на успех, в группе снова начались разногласия и её покинул Стив Перри, а за ним ушёл и Стив Смит, оправдав свой уход фразой «No Perry, no Journey». Для последующих гастролей Смита заменил Дин Кастроново и к составу группы присоединился вокалист Стив Оджери.

### 1998—2019. Стив Оджери и Арнел Пинеда
Альбомы 2001 и 2005 годов («Arrival» и «Generations» соответственно) не имели никакого коммерческого успеха, к тому же, в 2005 году у Стива Оджери начались проблемы с голосом. Поползли слухи, что вокалист поёт под фонограмму на концертах, что, несомненно, нонсенс для рок-музыки. Это и послужило причиной увольнения Оджери из группы в 2006 году.
На некоторое время к Journey присоединился Джефф Скотт Сото, с которым они доиграли тур альбома «Generations», но он ушёл из группы в том же году. Journey искали способы освежить своё звучание и в 2007 году Нил Шон, просматривая YouTube, нашёл записи исполнения каверов Journey филиппинским певцом Арнелом Пинедой. Шон тут же связался с вокалистом и пригласил в США на прослушивание, на что тот согласился, и в конце 2007 года стал полноправным участником команды. В 2008 году Journey выпустили необычный для них альбом «Revelation», который, однако, получил пятое место в чартах и был продан в количестве полутора миллионов копий. Альбом вмещал в себя три диска: на первом размещались свежие песни группы, на втором — старые хиты, перезаписанные с новым вокалистом, третий же имел формат DVD и содержал видеозапись концерта группы.
В июне 2015 года многолетний барабанщик группы Дин Кастроново был арестован за нападение на женщину, после чего сразу был снят с предстоящих выступлений группы и временно заменен Омаром Хакиком. Позже Кастроново было предъявлено обвинение в совершении уголовного преступления в связи с изнасилованиями, нападениями, сексуальными надругательствами, незаконным использованием опасного оружия и неуважением к суду (нарушение условий освобождения под залог после ареста). Музыкант пошел на сделку со следствием и признал вину, в результате чего был приговорен к четырём годам условно и досрочному освобождению, а также к принудительному посещению курсов по вопросам бытового насилия.
В 2016 году на место барабанщика вернулся Стив Смит, и таким образом группа возвратилась к тому составу, которым были записаны альбомы «Escape», «Frontiers» и «Trial by Fire», за исключением вокалиста Стива Перри. В 2018 году во время североамериканского турне с Def Leppard Journey возглавили список Billboard Hot Tours List, собрав более 30 миллионов долларов за 17 концертов.

### 2020—2022. Судебные тяжбы и новый альбом
3 марта 2020 года Нил Шон и Джонотан Кейн объявили, что из группы уволены Стив Смит и Росс Вэлори, и подали на них в суд за предполагаемую «попытку корпоративного „государственного переворота“», требуя возмещения убытков, превышающих 10 миллионов долларов. В иске утверждается, что Смит и Вэлори пытались «взять на себя контроль над Nightmare Productions, потому что они ошибочно полагают, что Nightmare Productions контролирует имя и бренд Journey», чтобы «держать имя Journey в заложниках и сделать на этом имя себе, получив гарантированный источник дохода после того, как Journey перестанет выступать». Вэлори и Смит при поддержке бывшего менеджера Херби Герберта и бывшего вокалиста Стива Перри оспорили свое увольнение. В ходе судебного разбирательства выяснилось, что Стив Перри получал зарплату как член группы в течение многих лет. В открытом письме, датированном тем же днем, Шон и Кейн заявили, что Смит и Вэлори больше не являются участниками Journey, и что Шон и Кейн потеряли доверие к ним обоим и не желают выступать с ними снова
Росс Вэлори подал встречный иск к Шону и Кейну, среди прочего в связи с заявляемой их партнерством претензией на владение товарным знаком Journey, в то время как это партнерство, известное как Elmo Partners, было только лицензиатом этого товарного знака с 1985 по 1994 год, когда лицензия была прекращена Херби Гербертом из Nightmare Productions, владеющей товарным знаком. Вэлори также рассчитывал получить защиту от возможных претензий Шона из-за использования каких-либо сходств названия Journey и названия его сольного проекта Neal Schon — Journey Through Time.
В мае 2020 года Нил Шон и Джонотан Кейн объявили, что в состав Journey вошли басист Рэнди Джексон, участвовавший в записи альбома «Raised on Radio», барабанщик Нарада Майкл Уолден и дополнительный клавишник Джейсон Дерлатка.
17 июня 2020 года Нил Шон опубликовал на своей странице в Instagram, что новый альбом с Джексоном и Уолденом начинает обретать форму. Впоследствии он объявил о своем намерении выпустить летом того же года сингл. 22 июля он ещё раз подтвердил прогресс в подготовке альбома. 24 октября 2020 года Шон подтвердил, что новый альбом Journey выйдет в начале 2021 года.
7 января 2021 года Нил Шон объявил, что сингл с нового альбома будет выпущен в феврале, а позже возможен мировой тур в поддержку нового альбома.
1 апреля 2021 года группа объявила, что достигла «мирового соглашения» с Вэлори и Смитом и подтвердила их уход.
24 июня 2021 года вышел первый сингл The Way We Used to Be с нового альбома.
В июле 2021 года Нил Шон подтвердил возвращение в Journey Дина Кастроново, игравшего в группе в 1998—2015 годах и уволенного из её состава в августе 2015 года после предъявленных ему обвинений в домашнем насилии, в качестве второго барабанщика.
22 октября 2021 года Уолден разместил на своей странице в Фейсбуке информацию, что новый альбом Journey будет двойным.
16 февраля 2022 группа объявила название и список композиций грядущего пятнадцатого студийного альбома. Работа получила название «Freedom».
1 марта Джонотан Кейн сообщил, что Нарада Майкл Уолден больше не является членом группы. Таким образом, в группе вновь один ударник Дин Кастроново.

Мы собирались попробовать Нараду — он проделал потрясающую работу [над будущим альбомом] — но это не вполне удалось. Дин действительно много чего привнёс, отличная энергетика. Сейчас он действительно в хорошей форме. Мы некоторое время игрались с идеей двух барабанщиков, но потом просто решили, что правильный путь — это Дин. И конечно же, у него фантастический голос. Мы рады, что он вернулся.— Дж. Кейн
.

## Состав
| - Арнел Пинеда — ведущий вокал (с 2007 по настоящее время) - Нил Шон — соло-гитара, бэк-вокал (1973—1987, 1991, 1995 — наст. время) - Джонатан Кейн — клавишные, ритм-гитара, бэк-вокал (1980—1987, 1991, 1995 — наст. время) - Джейсон Дерлатка — клавишные, бэк-вокал (2020 — наст. время) - Тодд Дженсен — бас-гитара, бэк-вокал (2021 — наст. время) - Дин Кастроново — ударные, бэк- и ведущий вокал (1998—2015, 2020 — наст. время) - Грегг Роули — клавишные, ведущий и бэк-вокал (1973—1980) - Джордж Тикнер — ритм-гитара (1973—1975) - Прейри Принс — ударные (1973—1974) - Эйнсли Данбар — ударные (1974—1978) - Роберт Флейшман — ведущий вокал (1977) - Стив Перри — ведущий вокал (1977—1998) - Стив Ауджери — ведущий вокал (1998—2006) - Джефф Скотт Сото — ведущий вокал (2006—2007) - Росс Вэлори — бас-гитара, бэк-вокал (1973—1985, 1995—2020) - Рэнди Джексон — бас-гитара, бэк-вокал (1985—1987, 2020—2021) - Стив Смит — ударные (1978—1985, 1995—1998, 2015—2020) - Нарада Майкл Уолден — ударные, бэк-вокал (2020—2021) | - Стиви Роузман — клавишные (1980) - Майк Бэйрд — ударные (1986—1987) - Омар Хаким — ударные (2015) - Марко Мендоса — бас-гитара (2021) - Стиви Роузман — клавишные (1980) - Ларри Лордин — ударные (1985—1986; умер в 1992) - Боб Глауб — бас-гитара (1986) |

## Дискография
| Год  | Название                | US  | UK  | Статус                              |
| ---- | ----------------------- | --- | --- | ----------------------------------- |
| 1975 | Journey                 | 138 |     |                                     |
| 1976 | Look Into The Future    | 100 |     |                                     |
| 1977 | Next                    | 85  |     |                                     |
| 1978 | Infinity                | 21  |     | US: 3×Multi-Platinum, CAN: Gold     |
| 1979 | Evolution               | 20  | 100 | US: 3×Multi-Platinum, CAN: Gold     |
| 1980 | Departure               | 8   |     | US: 3×Multi-Platinum                |
| 1981 | Captured (live)         | 9   |     | US: 2×Multi-Platinum                |
| 1981 | Escape                  | 1   | 32  | US: Diamond, CAN: 3×Multi-Platinum  |
| 1983 | Frontiers               | 2   | 6   | US: 6×Multi-Platinum, CAN: Platinum |
| 1986 | Raised On Radio         | 4   | 22  | US: 2×Multi-Platinum, CAN: Gold     |
| 1988 | Greatest Hits (сборник) | 8   |     | US: 15×Multi-Platinum, CAN: Gold    |
| 1996 | Trial By Fire           | 3   |     | US: Platinum, CAN: Gold             |
| 2001 | Arrival                 | 56  |     |                                     |
| 2002 | Red 13 (EP)             |     |     |                                     |
| 2005 | Generations             | 170 |     |                                     |
| 2008 | Revelation              | 5   | 68  | US: Platinum, CAN: Gold             |
| 2011 | Eclipse                 | 13  | 33  |                                     |
| 2022 | Freedom                 |     |     |                                     |